# 광해군
광해군(光海君, 1575년 6월 4일(음력 4월 26일)~1641년 8월 7일(음력 7월 1일))은 조선의 제15대 국왕(재위: 1608년 ~ 1623년)이다. 임진왜란 때 세자에 책봉되었으며, 분조하여 의병을 이끌었다. 즉위 후 후금과 명나라 사이에서 중립외교 노선을 취하였으며 전후 복구와 대동법의 실시 등 여러 정책을 실시하였지만, 잦은 옥사와 중립외교, 이복동생인 영창대군을 죽이고 인목왕후를 유폐한 일로 인해 서인이 주도한 인조반정(1623)에 의해 폐위되었다. 연산군에 이어 반정으로 인해 폐위된 두 번째 왕이기도 하다.
성은 이(李), 휘는 혼(琿), 본관은 전주(全州)이며 선조와 공빈 김씨의 둘째 아들이다.
1591년(선조 24) 종계변무 때에는 특별히 광국원종공신 1등에 특별히 책록되었으며, 임진왜란 이후에는 부왕의 견제로 호성원종공신이나 선무원종공신에도 책록되지 못했다.
1592년(선조 25년) 임진왜란이 일어나자 세자로 책봉되었고, 함경도와 전라도 등지에서 군수품과 의병을 직접 모집하고 군량미를 모으는 데에도 힘썼다. 임진왜란 동안 세자의 몸으로 부왕을 돕고 전쟁 승리에 적지 않은 공을 세웠으나, 부왕의 인정과 칭찬은커녕 견제와 냉대를 받아야만 했다.
임진왜란 이후 1608년 왕위에 올랐다. 임진왜란의 뒷수습과 민생 안정을 위해 남인 이원익을 영의정에 등용하는 등 여러 노력을 기울였으며, 후금과의 전쟁 위기 상황에서 실리외교를 펼치기도 했다. 그러나 왕위 옹립에 공이 컸던 대북파의 반발로 당쟁에 휘말리고 말았으며, 이후 서인이 주도한 반정으로 폐위되었다. 이후 줄곧 인목왕후를 유폐시키고 영창대군을 살해했다는 '폐모살제(廢母殺弟)'를 이유로 패륜자, 혼군(昏君), 폐주(廢主)로 평가되어 왔으나, 현대에 들어와 본격적으로 재조명 여론이 나타나기 시작했다.
생전에 폐위되었기에 사후 시호는 없으며, 임금이었을 때 신하들이 올린 존호는 체천흥운준덕홍공신성영숙흠문인무서륜입기명성광렬융봉현보무정중희예철장의장헌순정건의수정창도숭업대왕(體天興運俊德弘功神聖英肅欽文仁武敍倫立紀明誠光烈隆奉顯保懋定重熙睿哲莊毅章憲順靖建義守正彰道崇業大王)이다.

## 어린 시절

### 출생과 성장
1575년에 태어났으며 선조와 김희철의 딸 공빈 김씨의 서차남으로 위로는 친형 임해군 이진이 있었다. 어린 나이에 광해군(光海君)에 봉해졌다. 어려서 생모 공빈 김씨를 여의고 부왕의 냉대 속에 자랐다. 외할아버지인 김희철마저도 임진왜란 중에 전사하면서 그가 기댈 곳은 없었다. 선조에게 적자가 없는 데다, 서장남인 임해군이 포악하고 인망이 없어 차남이었던 광해군이 1592년에 세자로 책봉되었다. 야사에 따르면, 선조가 아들들을 불러 “가장 맛있는 음식이 무엇이냐?”라고 물었더니, 다른 왕자들은 각기 다른 대답을 하였지만, 광해군은 소금이라 대답하여 세자로 책봉되었다고 한다.
1591년(선조 24) 종계변무가 성사되자 기뻐했던 부왕 선조는 왕자들도 특별히 광국원종공신 1등에 책록하여 원종공신록에 넣는다. 광해군도 이때 친형 임해군 진, 이복동생 신성군 후, 정원군 부, 순화군 보 등과 함께 광국원종공신 1등에 특별히 책록되었다.

### 세자 건저의 문제
선조의 정비 의인왕후가 자식을 낳지 못하자, 어쩔 수 없이 서자 중에서 왕세자를 선택해야 했지만 쉬운 일이 아니었다. 선조는 후궁 인빈 김씨를 총애했기에 그녀의 아들인 신성군을 마음에 두고 있었다. 선조에게는 장성한 여러 왕자들이 있었으나 임해군, 정원군, 순화군 등은 성격이 흉폭하여 불가하였고, 자질로 따지자면 광해군이 유력했다. 그러나 방계승통에 서얼이라는 열등감이 있었던 선조는 광해군이 정비에게서 나온 적자가 아니었기 때문에 쉽게 결정하지 못하고 세자 책봉을 계속 미루었다. 
1591년, 선조의 나이가 어느덧 40세에 이르자 대신들은 더 이상 후계문제를 미룰 수 없다고 생각하여 세자책봉 문제를 논의했다. 논의 끝에 영의정 이산해, 우의정 류성룡, 좌의정 정철 등은 함께 광해군의 세자책봉을 주청하기로 결정했다. 그러나 동인의 영수 이산해는 이를 이용해 계략을 꾸몄다.  선조가 신성군을 영두에 두고 있음을 알았던 이산해는 이번기회에 지난번 기축옥사(1589)로 동인들이 당한것에 대한 보복과 더불어 정철과 서인을 몰아내고 정권을 장악하고자 했다. 이산해는 광해군의 세자 책봉에 동의 한 뒤, 인빈 김씨의 오빠 김공량에게는 서인들이 신성군을 죽이려 한다고 은밀히 전했다. 이런 사실을 선조는 인빈 김씨를 통해 전해 듣게 되었다. 또한 이산해는 병을 핑계삼아 주청을 하기로한 날에 경연에 불참하였다.
이산해가 계략을 꾸미는 줄도 모르고 정철은 경연중에 선조에게 광해군의 세자책봉을 건의했다. 선조는 진노하며 정철을 파직시키고 유배를 보내버렸다. 이후 유성룡을 좌의정으로 올리고 서인을 멀리하며 동인들을 가까이 두었다. 선조가 정철과 서인의 처결문제를 동인들과 의논을 할때에 동인들은 의견이 갈려 남인과 북인으로 나뉘게 되었다. 남인들은 온건한 처결을 주장했으나, 북인들은 강경한 입장을 표방했다. 지난 정여립의 모반사건(기축옥사 1589)때 정철 등 서인들에게 크게 화를 입은 동인들이 북인 붕당을 형성했는데, 이들은 이번 기회에 복수하기를 원했기 때문이었다. 기축옥사때 서인들이 동인을 누르고 집권했었으나 이번 일로 인해 동인들이 다시 득세하였다. 이후 세자책봉 문제는 거론할 수 없는 금기 사항이 되었다. 

## 세자 시절

### 임진왜란
1592년 4월 13일 임진왜란이 갑자기 일어나면서 세자 책봉 문제가 거론되지 못했다. 그러나 신성군이 피난길에 죽고 분조의 필요성이 대두되자 선조는 6월에 광해군을 왕세자로 책봉하였다. 광해군의 형인 임해군은 성격이 광포하고 인망이 없다는 이유로 세자 책봉에서 제외되었다. 광해군은 전쟁 중에 평양에서 세자로 책봉된 뒤 선조가 피난 가고 없는 궁을 지키면서 전란 수습을 했다.
평안도, 함경도, 강원도 등지에서 군수품과 의병을 직접 모집하는 한편, 민심을 위무하고 군량미를 모아 민중들의 신망과 지지를 받기도 했다. 또한, 부왕의 정비인 의인왕후의 양자가 되어 세자로서의 위치를 표면상 굳히게 되었다. 그러나 명나라는 적장자가 아니라는 이유로 세자책봉 승인을 거부했고, 부왕 선조는 광해군을 심하게 경계하였다. 1598년 임진왜란이 종전되었지만, 신성군, 정원군 등을 호성공신에 추가 수록한 데 반해 광해군에 대한 포상은 기록에 없다.

### 왕위 계승
1600년에 의인왕후가 죽은후 1602년에 인목왕후가 선조의 계비가 되었다. 1606년, 그녀가 영창대군(적자)을 낳자, 부왕 선조는 광해군을 폐하고 적자 영창대군을 세자로 책봉하여 왕위를 물려주려 했다. 선조 자신이 서얼에다가 방계승통을 했다는 열등감으로 인해 정국운영에 어려움을 겪었던 때문이었다. 그러나 임진왜란때에 18세의 나이로 세자가 되어 분조(分朝)를 이끌며 고군분투하여 내외의 신망을 쌓은 광해군을 폐하는 것은 쉽지 않은 일이었다.
명나라는 지난 1604년(선조 37) 11월에 광해군에 대한 세자승인 거부 의사를 거듭 밝히기도 했다. 또한 임진왜란을 거치며 정권을 잡은 북인들 사이에서도 의견이 갈렸다. 유영경 등은 적통론과 광해군이 명나라의 고명(誥命)을 받지 못했다는 점을 내세워 영창대군 옹립을 지지하며 소북(小北)파를 이루었고, 정인홍 등을 중심으로한 대북파는 광해군을 지지하였다.
1608년 지병이 악화된 선조는 영창대군이 너무 어린점을 들어 광해군에게 왕위를 계승시킨다는 교서를 내렸다. 그러나 유영경이 이 교서를 자기집에 감추었다가 후에 발각되었다. 대신들이 유영경의 처벌을 주청하였으나 미처 처결을 결정하지 못한채로 선조가 갑자기 사망해버렸다. 독살설이 나돌기는 했지만 이는 능양군반정후 반정세력이 퍼뜨린 것으로 독살에 대한 확실한 근거는 없다. 선조가 죽자 왕위계승 결정권은 인목왕후에게 넘어가게 된다. 유영경이 영창대군을 즉위시킨후 수렴청정 할 것을 청하였으나 인목왕후는 현실성이 없다는 판단하에 광해군을 즉위시킨다는 한글교서를 내렸다. 1608년 음력 2월 2일, 광해군은 34살의 나이로 왕위에 올랐다. 

## 즉위 이후

### 즉위 초기
1608년 천신만고 끝에 즉위한 광해군은 이후 생모인 공빈 김씨를 공성왕후(恭聖王后)로 추존하였다. 유영경의 세자 교체 기도에 대해 적극 반대하고 나섰던 대북파의 이산해, 이이첨, 정인홍 등은 광해군이 즉위함에 따라 광해군을 정통으로 지지한 공로로 중용되었다. 즉위 초 광해군은 당쟁의 폐해를 알고 억제하려 하였다. 남인인 영의정 이원익을 포함하여 북인에게 밀린 남인계 인사들과 서인계 인사들을 일부 등용하고, 소북파를 대북파 못지않게 대우하는 등 초기에는 당쟁을 수습하려고 노력했으나 대북파의 반발로 별다른 성과를 거두지 못하였다. 영창대군을 지지했던 유영경은 잇단 탄핵으로 처형되고, 소북파는 대북파의 견제를 끊임없이 받으며 조금씩 몰락의 길을 걷게 된다.
산림 숭용 정책을 추진하고 재야의 선비들을 채용하려 하였으나 곽재우, 정인홍 모두 고사하거나 취임 후 사직 상소를 한 후 내려가 실패하였다. 그러나 정인홍은 뒤에 그의 권고를 받아들여 관직에 올라 북인 정권의 막후 실력자가 된다.

### 일본과 수교
1609년에 일본과 수교를 단행하여 교정상화 조치를 취했다. 도요토미 히데요시가 1598(선조 31)에 죽은후 정권을 잡은 도쿠가와 이에야스가 자신은 임진왜란에 반대하여 군사를 파병한 적이 없다는 점을 들어 수교를 요청하했다. 그는 대마도주(對馬島主)를 내세워 1599년부터 세 차례에 걸쳐 사신을 보내 외교 교섭을 끈질기게 요청해왔다. 조정 대신들간에 찬 ·반 양론이 대두되었으나 일본측이 매우 적극적으로 나오자 일본의 진의 파악하고자 노력한후 조선에게 유리한 조건 아래 허용하는 안을 추진하였다. 광해군은 수교의 선행조건으로 국서를 일본이 정식으로 먼저 보낼것과 임진왜란 중에 성종, 정현왕후, 중종의 무덤 훼손한 범인 인도 등을 요청했는데, 일본이 이를 충실히 이행하자 교섭에 임하여 수교하였다.

### 국방과 외교정책
광해군은 파주 교하가 군사적으로 방어에 유용할 뿐 아니라, 중국 대륙과의 해상 교역이 가능해 새로운 문물을 받아들이기에 적당한 곳이라고 생각하고 수도를 교하로 옮길 계획을 세웠으나 계속 미루어지다가 결국 시행되지 못했다. 광해군은 1618년 만주에서 여진족이 세력을 키워 후금을 건국하자 북방의 성과 병기를 수리하고 군사를 양성하는 등 국경 방비에 힘썼다.
1619년 후금의 누르하치가 심양 지방을 공격하여 명나라가 후금과의 전쟁에서 원군을 요청하였다. 이에 강홍립·김경서를 보내어 명군을 원조한다. 강홍립은 명나라군이 사르후, 상간하다, 아부달리에서 잇달아 패주하였다. 부차 전투(이상 3월)에서 조선군의 주요 지휘관이 전사하고 병력의 2/3가 괴멸하자 후금에 항복하였다. 이후 강홍립은 광해군의 밀지를 후금에 전달하여 본의 아닌 출병 이었음과 전쟁을 원치 않는 다는 점을 후금에 알렸다. 이와 같은 실리외교를 펼쳐 후금과의 갈등을 피해갔다. 광해군이 중립외교를 펼치자 서인세력들은 왜란 때 명나라가 조선을 도운 점을 망각하는 배은망덕한 일이라며 크게 반발하였다. 1622년 명나라 장수 모문룡의 가도의 주둔하자, 긴장감이 갈수록 높아졌다.

### 민생과 문화
임금이 된 광해군은 즉위 초부터 안으로는 왕권을 강화하기 위해 궁궐을 지어 경제가 파탄나기 시작했다. 1608년 선혜청을 두어 경기도에서 쌀로 조세를 내도록 함으로써 소득에 따라 세금을 내는 조세개혁인 대동법을 시행했다. 1611년 양전 사업을 벌였다고 하나 선조 대의 계묘양전, 인조 대의 갑술양전 이외에는 양전을 시행한 기록이 없다. 이어 임진왜란 때 화재로 소실된 창덕궁, 경희궁, 창경궁을 재건하고 인경궁을 설치했으며, 임진왜란 때 소실된 서적 간행에도 힘써 《신증동국여지승람》, 《용비어천가》, 《동국신속삼강행실》 등을 다시 간행했다. 허균의 《홍길동전》, 허준의 한의학책인 《동의보감》 등도 이 시기에 완성되었다.

## 왕권 강화책

### 정적 숙청
1609년 광해군은 친형인 임해군을 교동으로 유배하여 죽였다. 1612년 김직재의 옥과 1613년 계축옥사가 발생하자 영창대군을 추대하여 역모를 꾀했다는 혐의로 인목왕후의 아버지 김제남을 사사하였다. 이 과정에서 광해군과 북인은 인목왕후의 의인왕후 능(陵) 저주설을 조작하기도 하였다. 김제남은 죽은 지 3년 만에 다시 부관참시되었으며 그 일족 또한 막내아들과 부인을 제외한 세 아들이 화를 당하였다. 임해군은 자신의 왕권 강화에 걸림돌이 되었다고는 하나, 광해군 자신의 유일한 친형제였고, 투명하지 못한 살해 과정으로 일부 신료들에게 의구심을 주기도 하였다.
1614년 광해군은 이복동생인 영창대군을 강화도에 유배하였다가 얼마 후 방 안에 가두고 장작불을 지펴 죽였다. (방바닥을 매우 뜨겁게 만들어 열기 때문에 죽었다.) 1615년 훗날 인조가 되는 능양군의 동생인 능창군까지 폐서인하여 교동에 안치해버리고, 결국 목을 매어 자결하게 하는 등 왕권을 위협하는 모든 세력을 제거하였다. 이런 처결은 훗날 서인에게 반정의 명분이 되었다.
광해군과 이이첨 일당은 영창대군 살해 시점 직후부터, 각종 조작설과 허균 등을 비롯한 강경파 관료, 유생들을 동원한 상소 릴레이를 펼치며 끊임없이 인목대비 폐비 공작을 전개하였다. 결국 인목대비를 1618년 폐비시켜 서궁(西宮)에 유폐시켰다. 이 사건으로 정국은 들끓었으며, 인조반정의 결정적인 명분을 제공하게 된다.

### 궁궐 복원 공사
무리한 토목 공사를 연이어 강행하여 궁궐 복원 등으로 백성들의 민심도 이반되기 시작했다. 이로써 광해군은 그동안 자신이 임진왜란 때부터 쌓아왔던 일반 백성의 민심을 점차 잃게 되었다. 또한, 측근들의 월권과 부패가 문제시 되었으며, 궁궐 복원 과정에서의 자금 문제도 민심이반의 원인이 되었다. 광해군 집권 당시의 실권자 이이첨, 유희분, 박승종은 부원군 칭호의 '창'자를 따 3창 부원군이라 일컬어졌다. 일부 신하들과 후궁들 사이에서는 뇌물로 벼슬을 팔고 사는 비리를 저지르게 되면서 서인과 반정 세력에게 정치적으로 명분을 주게 되었다.

### 측근들의 권력 남용
광해군 재위 시절 막강한 권력을 휘둘렀던 이이첨과 상궁 김개시, 허균 등은 무수한 옥사를 일으켜 반대파 신료들을 무자비하게 숙청하였으며, 이 과정에서 왕권을 위협하는 절대적인 권력을 구축하게 되었다. 이같은 행위들은 성리학의 도덕주의, 도의 정치, 왕도 정치를 기본 이념으로 삼던 조선 사대부들로부터 반발을 사게 되었다. 이이첨과 정인홍이 무리하게 능창군의 역모와 영창대군의 옥사를 주관하고, 1617년부터 인목왕후의 폐모론을 주장하는 것 역시 사림의 반발을 가져오는 원인이 된다.
한편 옥사를 일으킨 또 다른 주역인 허균 역시 다른 주역인 이이첨,  김개시 등에게 처형된다. 1623년 인조반정이 일어나던 당일 광해군은 처음 반정을 접하고 이이첨의 반역으로 오해하였으며, 한편 김개시는 인조반정 직전 정보가 누설되어 반정 세력들을 검거할 수 있었음에도 반정 세력으로부터 뇌물을 받고 광해군의 판단력을 흐리게 만드는 등 광해군 정권에 결정적인 위해를 끼쳤다.

## 폐위와 말년

### 능양군반정
1623년 3월 14일 새벽, 서인들이 주도하고 남인들이 동조하여 반정이 발생한다. 이귀, 김류, 최명길, 김자점, 이괄 등과 정원군의 장남 능양군은 군사를 동원하여 궁궐을 장악했다. 이들은 광해군을 인목왕후 앞으로 끌고 갔는데, 인목왕후는 광해군과 세자에 대한 처형을 주장하였으나, 능양군과 반정 세력은 반정의 명분인 폐모살제(廢母殺弟) 때문에 이를 받아들이지 않고 유배를 보내는 선에서 반정을 마무리 짓게 된다. 곧 반정군에게 이이첨, 정인홍, 김개시 등은 죽고, 40여 명의 관리가 구금된다.

### 세자와 유배
광해군은 폐위 후 왕비 유씨, 그리고 세자 지와 세자빈 박씨와 함께 강화도에 위리안치(圍籬安置)되었고, 울타리에 갇혀 살기 시작한 지 두 달 후인 5월 세자와 세자빈은 탈출에 실패하고 자결하게 된다. 그때 세자는 다리미와 큰 가위를 이용해서 울타리 밑에 땅굴을 파고 도주를 시도하다가 발각되었고, 능양군은 그 소식을 듣고 한 달 뒤인 6월 사촌동생인 세자에게 자진을 명하고, 세자 질은 그 말에 따라 자진한다. 한편 세자빈 박씨는 남편이 잡히는 것을 보고는 나무에서 떨어져 정신을 잃었다가 사흘 뒤에 깨어나 목을 매어 자살하였다. 그해 10월에 부인 유씨도 사망하는데, 유배 생활 중의 화병이 원인이었다.

### 유배생활
1624년 이괄의 난 때 능양군은 광해군의 재등극을 우려해 그를 충청도 태안으로 옮겼다가 강화로 다시 옮겼으며, 1636년 병자호란이 발발하자 강화도 옆 교동도에 유배되었다. 병자호란이 끝나고, 1637년(능양군 15년) 6월 6일, 광해군은 제주 어등포(魚登浦 : 현 구좌읍 행원리)로 입항하였다. 다음날 6월 7일 광해는 제주 주성 망경루(望京樓 : 구 제주세무서) 서쪽 또는 제주 서성(西城) 안에 위리안치(圍籬安置)되었는데, “두문(杜門)하여 자물쇠로 봉한 후 도사(都事) 등 5인은 서울로 올라갔고 속오(束伍) 유진군(留鎭軍) 중에서 30명이 윤번으로 수직하였다”라는 기록으로 미루어 보아, 광해군은 제주에 유배생활을 하면서 외부 출입이 차단된 채 엄격히 통제된 생활을 하였다.
후금(청나라)측에서 정묘호란의 명분으로 광해군의 폐위 문제를 거론하기도 하였다. 이후 몇 차례 역모 사건에 거론되었는데, 심지어는 광해군 스스로 친필 밀서를 역모 세력에게 전달하기도 하는 등 적극적인 면모를 보이기도 하였다. 그러나 능양군과 집권 서인은 그를 죽이지 않고 천수를 누리도록 하였다. 한편 유배지에서는 상궁과 포졸들로부터 영감이라는 모욕적인 호칭을 듣기도 했다.

### 사망
유배 생활을 지내던 광해군은 1641년(능양군 19년) 7월 1일에 67세를 일기로 독살로 인해 사망하였다. 한편 그가 죽은 시기인 음력 7월 1일 무렵에 제주도에 비가 자주 오는데, 이를 “광해우”라 칭하기도 한다. 장례는 박씨 집안으로 시집간 딸이 봉사하게 되었으며, 제주도에서 장사를 지냈으나 1643년 현재 위치인 경기 남양주시 진건읍 송능리 337-4 로 이장하여 부인 유씨의 묘와 쌍분으로 조성하였다. 그의 묘소는1991년 10월 25일에 사적 제363호로 지정되었다.
광해군 사후에 그의 딸은 폐옹주되어 서인으로 전락하였으나 능양군의 말에따라 이현궁에서 지낼수 있었다. 또한 20세 넘도록 시집을 못갔으나 능양군이 혼수를 마련해주어 박징원과 혼인하였다. 논밭, 집과 노비가 주어졌으며 광해군의 외손이 광해군의 제사를 모셨다 한다.
현재 광해군묘는 문화재보호에 따라 여행관광 및 방문이 제한된 곳으로 광해군 제향식날에만 한시 개방하고 있다. 평상시에는 출입이 금지되기 때문에 방문을 원하면 문화재청 사릉 관리사무소에 사전문의나 출입신청을 해야 한다.

## 사후 평가
반정 이후 조선 후반기 내내 친형 임해군을 죽인 패륜사건과 폐모살제(영창대군 살해와 인목왕후 폐위)를 이유로 연산군에 이어 패륜의 군주로 규정되어 왔다. 명나라와 후금의 전쟁 중 강홍립을 파견하여 이중적인 태도를 보인 점 역시 명나라에 대한 의리를 배신하고 사대를 저버린 것으로 간주되어 반정(1623) 이후 조선 시대 내내 광해군은 폭군 또는 혼군(昏君), 즉 판단이 흐리고 어리석은 임금으로 비판의 대상이 되었다.
그러나 1933년에 이나바 이와키치가 《광해군시대의 만주와 조선의 관계》라는 저술에서 광해군이 실리외교 혹은 중립외교를 펼쳤다는 긍정적 평가가 등장하면서 여러모로 재평가되기 시작하였다. 현재는 폭군으로서의 이미지가 많이 희석이 되고 있다. 물론 내치의 붕괴로 인해 소극적인 외교를 펼친 결과라는 평가도 존재한다. 
광해군은 즉위 초부터 궁궐을 지어 경제가 파탄났다. 이 점은 광해군을 긍정적으로 평가하는 한명기 교수 조차도 "광해군은 탁월한 외교 정책을 궁궐 공사로 모두 말아 먹었다" 라며 비판하고 있다.

## 시조
제주도로 유배될 때 그는 다음과 같은 시를 남겼다고 한다.

| 風吹飛雨過城頭 (풍취비우과성두) 瘴氣薰陰百尺樓 (장기훈음백척루) 滄海怒濤來薄幕 (창해노도래박막) 碧山愁色帶淸秋 (벽산수색대청추) 歸心厭見王孫草 (귀심염견왕손초) 客夢頻驚帝子洲 (객몽빈경제자주) 故國存亡消息斷 (고국존망소식단) 烟波江上臥孤舟 (연파강상와고주) | 궂은 비바람이 성머리에 불고 습하고 역한 공기 백 척 누각에 가득한데 창해의 파도 속에 날은 이미 어스름 푸른 산 근심어린 기운이 맑은 가을을 둘러싸네 돌아가고 싶어 왕손초를 신물나게 보았고 나그네의 꿈에는 제자주(서울)가 자주 보이네 고국의 존망은 소식조차 끊어지고 안개 자욱한 강 위에 외딴 배 누웠구나 |

풍취비우과성두 장기훈음백척루는 비바람이 치는 척박하고 초라한 귀양생활을, 창해노도래박막 벽산수색대청추는 그러한 척박함과 비교되는, 노도처럼 치는 푸른바닷물과 가을빛이 든 푸른 산 등의 자연을 말하고 있다. 이러한 척박함과 푸름의 대비는 화자의 마음을 자연에 대한 동경심을 불러일으키며 화자내면 속에서는 푸른 자연과 같이 아름다운 도읍에 대한 그리움을 불러일으키고 있다.

## 기타
2002년 11월 15일에 인터넷 커뮤니티 사이트 사이버 조선왕조에서 광해군을 “혜종 경렬성평민무헌문대왕(惠宗 景烈成平愍武獻文大王)”으로 추숭 복위하고, 그의 부인 유씨를 “혜장왕후(惠章王后)”, 능호를 열릉(烈陵)으로하여 추숭하였으나, 이는 사시(私諡)로서 국가적으로 공인된 것이 아니기 때문에 인정받지는 않는다. 일부 한자문화권 사이트에서 광해군을 '혜종 경렬성평민무헌문대왕(惠宗 景烈成平愍武獻文大王)' 등으로 표기하고 있는 것은 이 때문이다.

## 가족 관계
|                  |               | 출생                                       | 사망                                                    |
| ---------------- | ------------- | ------------------------------------------ | ------------------------------------------------------- |
| 조선 제15대 국왕 | 광해군 光海君 | 1575년 6월 4일 (음력 4월 26일) 조선 한성부 | 1641년 8월 7일 (음력 7월 1일) (66세) 조선 전라도 제주목 |

|      |                                                                         | 본관 | 생몰년          | 부모                                                                | 비고        |
| ---- | ----------------------------------------------------------------------- | ---- | --------------- | ------------------------------------------------------------------- | ----------- |
| 부   | 선조대왕 宣祖大王                                                       | 전주 | 1552년 - 1608년 | 덕흥대원군 德興大元君 하동부대부인 정씨 河東府大夫人 鄭氏           | 제14대 국왕 |
| 법모 | 의인왕후 박씨 懿仁王后 朴氏                                             | 반남 | 1555년 - 1600년 | 반성부원군 박응순 潘城府院君 朴應順 완산부부인 이씨 完山府夫人 李氏 |             |
| 법모 | 인목왕후 김씨 仁穆王后 金氏 소성대비 昭聖大妃 소성대왕대비 昭聖大王大妃 | 연안 | 1584년 - 1632년 | 연흥부원군 김제남 延興府院君 金悌男 광산부부인 노씨 光山府夫人 盧氏 |             |
| 모   | 공빈 김씨 恭嬪 金氏 金氏 공성왕후 恭聖王后                              | 김해 | 1553년 - 1577년 | 해령부원군 김희철 海寧府院君 金希哲 정경부인 권씨 貞敬夫人 權氏     |             |

|      |                                         | 본관 | 생몰년          | 부모                                                                | 비고            |
| ---- | --------------------------------------- | ---- | --------------- | ------------------------------------------------------------------- | --------------- |
| 왕비 | 왕비 유씨 妃 柳氏 문성군부인 文城郡夫人 | 문화 | 1576년 - 1623년 | 문양부원군 유자신 文陽府院君 柳自新 봉원부부인 정씨 蓬原府夫人 鄭氏 | 반정으로 폐위됨 |

| 작호 | 작호                                    | 본관 | 이름      | 생몰년          | 부모                              | 비고                                          |
| ---- | --------------------------------------- | ---- | --------- | --------------- | --------------------------------- | --------------------------------------------- |
| 빈   | 수빈 허씨 粹嬪 許氏 숙의 허씨 淑儀 許氏 | 양천 | 정순 貞純 | 1595년 - 미상   | 허경 許儆 평산 신씨 平山 申氏     |                                               |
| 소의 | 소의 윤씨 昭儀 尹氏                     | 파평 | 영신 永新 | 미상 - 1623년   | 윤홍업 尹弘業 창원 유씨 昌原 兪氏 | 반정때 처형됨                                 |
| 소의 | 소의 홍씨 昭儀 洪氏                     | 풍산 |           | 미상            | 홍매 洪邁 이천 서씨 利川 徐氏     |                                               |
| 소의 | 숙의 권씨 昭儀 權氏                     | 안동 |           | 미상            | 권여경 權餘慶 상산 김씨 商山 金氏 |                                               |
| 숙의 | 숙의 원씨 淑儀 元氏                     | 원주 |           | 미상            | 원수신 元守身 미상                |                                               |
| 소용 | 소용 정씨 昭容 鄭氏                     | 동래 |           | 미상 - 1623년   | 정상헌 鄭象獻 미상                | 반정때 자살                                   |
| 소용 | 소용 임씨 昭容 任氏                     | 풍천 | 애영      | 1598년 - 1628년 | 임몽정 任蒙正 미상                | 능양군 6년(1628년) 처형됨                     |
| 소원 | 소원 신씨 昭媛 辛氏                     | 영산 |           | 미상            | 신현 辛鉉 수원 김씨 水原 金氏     | 인빈 김씨의 조카                              |
| 숙원 | 숙원 한씨 淑媛 韓氏                     | 미상 | 보향 保香 | 미상            | 미상                              |                                               |
| 상궁 | 상궁 김씨 尙宮 金氏                     | 미상 | 개희 介姬 | 미상 - 1623년   | 미상                              | 국정에 개입하여 권력을 휘두르다 반정때 참수됨 |
| 상궁 | 상궁 이씨 尙宮 李氏                     | 미상 |           | 미상            | 미상                              |                                               |
| 상궁 | 상궁 최씨 尙宮 崔氏                     | 미상 |           | 미상            | 미상                              |                                               |
| 궁인 | 궁인 조씨 宮人 趙氏                     | 김제 |           | 미상            | 조의 趙誼 미상                    |                                               |
| 궁인 | 궁인 변씨 宮人 邊氏                     | 미상 |           | 미상            | 변충길 邊忠吉 미상                |                                               |

| 군호 | 군호          | 이름  | 생몰년          | 생모      | 배우자                  | 비고              |
| ---- | ------------- | ----- | --------------- | --------- | ----------------------- | ----------------- |
| 1    | 성별 미상     |       | 미상 - 1592년   | 왕비 유씨 |                         |                   |
| 2    | ▨▨대군 ▨▨大君 |       | 1596년 - 1596년 | 왕비 유씨 |                         |                   |
| 3    | 세자 世子     | 지 祬 | 1598년 - 1623년 | 왕비 유씨 | 세자빈 박씨 世子嬪 朴氏 | 유배지에서 자결함 |
| 4    | ▨▨대군 ▨▨大君 |       | 1601년 - 1603년 | 왕비 유씨 |                         |                   |

| 작호 | 작호          | 생몰년          | 생모      | 배우자        | 비고 |
| ---- | ------------- | --------------- | --------- | ------------- | ---- |
| 1    | ▨▨옹주 ▨▨翁主 | 1619년 - 1664년 | 소의 윤씨 | 박징원 朴澂遠 |      |

## 광해군이 등장하는 작품
| MBC - 《여인열전 - 서궁마마》(1982, 배우:이덕화) - 《임진왜란》(1985, 배우:황치훈) - 《회천문》(1986, 배우:이희도) - 《허준》(1999, 배우:김승수) - 《탐나는도다》(2009, 배우:이호성) - 《구암 허준》(2013, 배우:인교진) - 《불의 여신 정이》(2013, 배우:이상윤, 노영학) - 《화정》(2015, 배우:차승원, 이태환) KBS - 《서궁》(1995, 배우:김규철) - 《천둥소리》(2000, 배우:김주승) - 《불멸의 이순신》(2004, 배우:이인, 주민수) - 《쾌도 홍길동》(2008, 배우:조희봉) - 《간서치열전》(2014, 배우:임호) - 《왕의 얼굴》(2014, 배우:서인국, 서동현) - 《징비록》(2015, 배우:노영학) - 《조선로코 - 녹두전》(2019, 배우:정준호) SBS - 《왕의 여자》(2003, 배우:지성) tvN - 《왕이 된 남자》(2019, 배우:여진구) | MBN - 《보쌈 - 운명을 훔치다》(2021, 배우:김태우) - 《인목대비》 (1962, 배우:허장강) - 《광해, 왕이 된 남자》 (2012, 배우:이병헌) - 《대립군》 (2017, 배우:여진구) - 《광해, 왕이 된 남자》(2013, 배우:배수빈, 김도현) - 《칠서》(2017, 배우:박강현) 웹소설(웹툰) - 《광해의 연인》 - 《신비한 TV 서프라이즈》 (MBC, 배우: 박재현) |

## 관련 문화재
- 광해군 내외 및 상궁 옷 (중요민속문화재 제3호, 해인사 소장)

## 같이 보기
- 조선왕조실록
- 조선 왕 가계도
- 명나라
  - 만력제 (1572년 ~ 1620년)
  - 태창제 (1620년)
  - 천계제 (1620년 ~ 1627년)
- 후금
  - 천명제 (1616년 ~ 1626년)